# Nosači zrakoplova klase Gerald R. Ford
Nosači zrakoplova klase Gerald R. Ford (ili klase Ford) su nova generacija supernosača zrakoplova američke mornarice. Ime je dobiveno po 38. američkom predsjedniku Geraldu Rudolphu Fordu. Prije sadašnjeg naziva Ford (CVN-78), nova klasa je bila poznata pod nazivom Program CVNX (X je "značio u razvoju"), a kasnije kao Program CVN-21 (ovdje 21 označava 21. stoljeće). Prvi brod u klasi bit će Gerald R. Ford CVN-78 koji će biti jako sličan brodovima u prijašnjoj klasi.
Planira se izgradnja ukupno 11 nosača do 2058. godine. Potpisan je ugovor za prva tri plovila u vrijednosti 40,5 milijardi američkih dolara.
USS Gerald R. Ford, u petak 25. listopada 2019. je isplovio na more nakon punih 15 mjeseci popravaka i nadogradnja u brodogradilištu Newport News Shipbuilding u saveznoj državi Virginia.

## Planirana plovila
- Gerald R. Ford (CVN-78), kobilica položena 14. studenoga 2009., porinut 11. listopada 2013.,[3] primopredaja mornarici SAD-a planirana za rujan 2015. – trebao bi zamijeniti USS Enterprise (CVN-65).
- John F. Kennedy (CVN-79) (2018.)
- USS Enterprise (CVN-80), još neimenovani (2021.)
- USS William J. Clinton
- USS George W. Bush[5][6][7][8]

### Zajednički poslužitelj
|  | Zajednički poslužitelj ima još gradiva o temi Nosači zrakoplova klase Gerald R. Ford |